# Rijnsburg

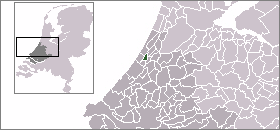
Rijnsburgs läge

Rijnsburg är en historisk kommun i provinsen Zuid-Holland i Nederländerna. Kommunens totala area är 6,07 km² (där 0,21 km² är vatten) och invånarantalet är på 14 941 invånare (2004).